# Suberites pisiformis
Suberites pisiformis är en svampdjursart som beskrevs av Claude Lévi 1993. Suberites pisiformis ingår i släktet Suberites och familjen Suberitidae.
Artens utbredningsområde är havet kring Nya Kaledonien. Inga underarter finns listade i Catalogue of Life.